# Dactylochelifer martensi
Dactylochelifer martensi är en spindeldjursart som beskrevs av Selvin Dashdamirov 2006. Dactylochelifer martensi ingår i släktet Dactylochelifer och familjen tvåögonklokrypare. Inga underarter finns listade i Catalogue of Life.